# Pártfogó felügyelet
A pártfogó felügyelet (a köznyelvben utógondozás) a magyar büntetőjogban elrendelhető egyik intézkedés, továbbá a büntetés-végrehajtás során a szabadulásra felkészítés egyik mozzanata.

## Pártfogó felügyelet a büntető anyagi jogban
A hatályos Büntető Törvénykönyv (2012. évi C. törvény) szerint a pártfogó felügyelet a büntetések rendszerében egy intézkedés-fajta, amely jellegzetes, ugyanis büntetés vagy intézkedés mellett alkalmazandó (tehát önmagában nem lehet alkalmazni). Egyedül a kiutasítás az, amelynél annak jellege folytán nem alkalmazható.
Pártfogó felügyelet rendelhető el:
- a feltételes ügyészi felfüggesztés tartamára
- a feltételes szabadság tartamára
- a próbára bocsátás próbaidejére
- a jóvátételi munka előírása mellett
- szabadságvesztés felfüggesztésének próbaidejére.[2]

Nem lehetőség, hanem kötelező a pártfogó felügyelet elrendelése azzal szemben, akit életfogytig tartó szabadságvesztésből feltételes szabadságra bocsátottak, illetve azzal a visszaesővel szemben, akit feltételes szabadságra bocsátottak, vagy akivel szemben a szabadságvesztés végrehajtását felfüggesztették. Kötelező továbbá fiatalkorúak esetében a fenti felsorolás eseteiben, továbbá javítóintézetből történő ideiglenes elbocsátás esetén.
Feltételes ügyészi felfüggesztés esetén az ügyészség, minden más esetben a bíróság rendeli el.
Időtartama azonos a feltételes szabadság tartamával, a próbára bocsátás próbaidejével, a szabadságvesztés felfüggesztésének próbaidejével, a feltételes ügyészi felfüggesztés tartamával, de legfeljebb 5 év lehet. Életfogytig tartó szabadságvesztésből engedélyezett feltételes szabadság esetén legfeljebb 15 év. Jóvátételi munka esetére előírt pártfogó felügyelet addig tart, míg a jóvátételi munka elvégzését a terhelt nem igazolja, de legfeljebb 1 évig. Feltételes ügyész felfüggesztés esetén ha legalább a fele idő eltelt (min. 1 év), a pártfogó felügyelő javasolhatja annak megszüntetését, ha már indokolatlannak látszik a fenntartása.
Az, aki pártfogó felügyelet alatt áll, köteles egyes előírt magatartási szabályoknak eleget tenni, kapcsolatot tartani a pártfogóval, és részére az ellenőrzéshez szükséges információkat megadni. Kötelezettségek és tilalmak akár a bíróság, akár feltételes ügyészi felfüggesztés esetén az ügyészség részéről is születhetnek. Így különösen megtilthatják a kapcsolattartást a bűntársakkal, előírhatják, hogy tartsa távol magát bizonyos személytől vagy helyektől, esetleg nyilvános rendezvényektől, eltilthatják a nyilvános helyen történő szeszes ital-fogyasztástól, előírhatják a jelentkezést közfoglalkoztatásra, tanulmányok folytatására, gyógykezelésre, csoportos foglalkozásra stb. Ez nem taxatív felsorolás, az előírások köre az adott elkövetőhöz idomulhat.
A pártfogó felügyelet szabályainak megszegése komoly következményekkel jár, többek között a felfüggesztett szabadságvesztés végrehajtását eredményezheti.

## Pártfogó felügyelet a büntetés-végrehajtásban
A büntetés-végrehajtási intézetek mellett dolgozó pártfogó felügyelők feladata sokrétű. Alapvetően véleményeket írnak az elítéltekről azok meghallgatása után, amelyek a feltételes szabadságra bocsátáshoz vagy a reintegrációs őrizethez kapcsolódnak. Pártfogó felügyelői véleményük elkészítésével egyidejűleg javaslatot is tesznek a büntetés-végrehajtási bíró felé a körben, hogy javasolják-e a kedvező elbírálást. Ugyancsak az ő feladatuk környezettanulmány elkészítése a szabadításra felkészítés körében.
Gondozás keretében egyéni vagy csoportos tájékoztatást tartanak az elítélteknek a szabadulásra felkészítés érdekében, értékelik a reintegrációs programokban elért eredményeket, azt szükség szerint kiegészítik, felmérik, hogy az elítélt rendelkezik-e befogadó környezettel, velük felveszik a kapcsolatot, elősegítik a családi kapcsolatok helyreállítását, ha szükséges, gyógyintézetben vagy szociális intézetben való elhelyezés felől intézkednek. Reintegrációs őrizet elrendelhetősége esetén azt is vizsgálják a környezettanulmány elkészítése mellett, hogy az elítélt megfigyelhetősége mennyiben biztosított.
Legfeljebb 1 év időtartamban úgynevezett utógondozást is végeznek, ha azt az elítélt kéri. Ennek célja az elítélt társadalomba visszailleszkedésének elősegítése. A pártfogó felügyelő a helyi önkormányzatok, munkáltatók, civil szervezetek, karitatív közösségek segítségével végzi a munkát.